# Nudochernes longipes
Nudochernes longipes är en spindeldjursart som beskrevs av Beier 1944. Nudochernes longipes ingår i släktet Nudochernes och familjen blindklokrypare. Inga underarter finns listade i Catalogue of Life.